# Castillo de Burguillos del Cerro
El castillo de Burguillos del Cerdo se encuentra en lo alto de la colina rocosa que domina la localidad de Burguillos del Cerro, localidad perteneciente a la comarca de Zafra-rio Bodión situada al sur de la provincia de Badajoz (Extremadura, España). Es una de las fortalezas más importantes de Extremadura.

## Historia
De origen musulmán, la fortaleza se construyó por la necesidad de la población de los distintos burgos o burguillos de las inmediaciones, acosados por el asedio de los cristianos y fueron seguramente ellos, los pobladores de estas pequeñas aldeas, los constructores del castillo.
La población fue conquistada allá por 1230 por los Templarios, y en 1240 fue donada por Fernando III de Castilla y León, que la retendrían hasta la disolución de esta Orden por el Concilio de Vienne (1311-1312). En el año 1320, el rey donó la villa y el castillo a Alfonso Fernández Coronel, señor de Aguilar, y más tarde en 1393 pasó a Diego López de Zúñiga, señor de la Casa de Béjar, hasta la finalización de los señoríos.

## Arquitectura

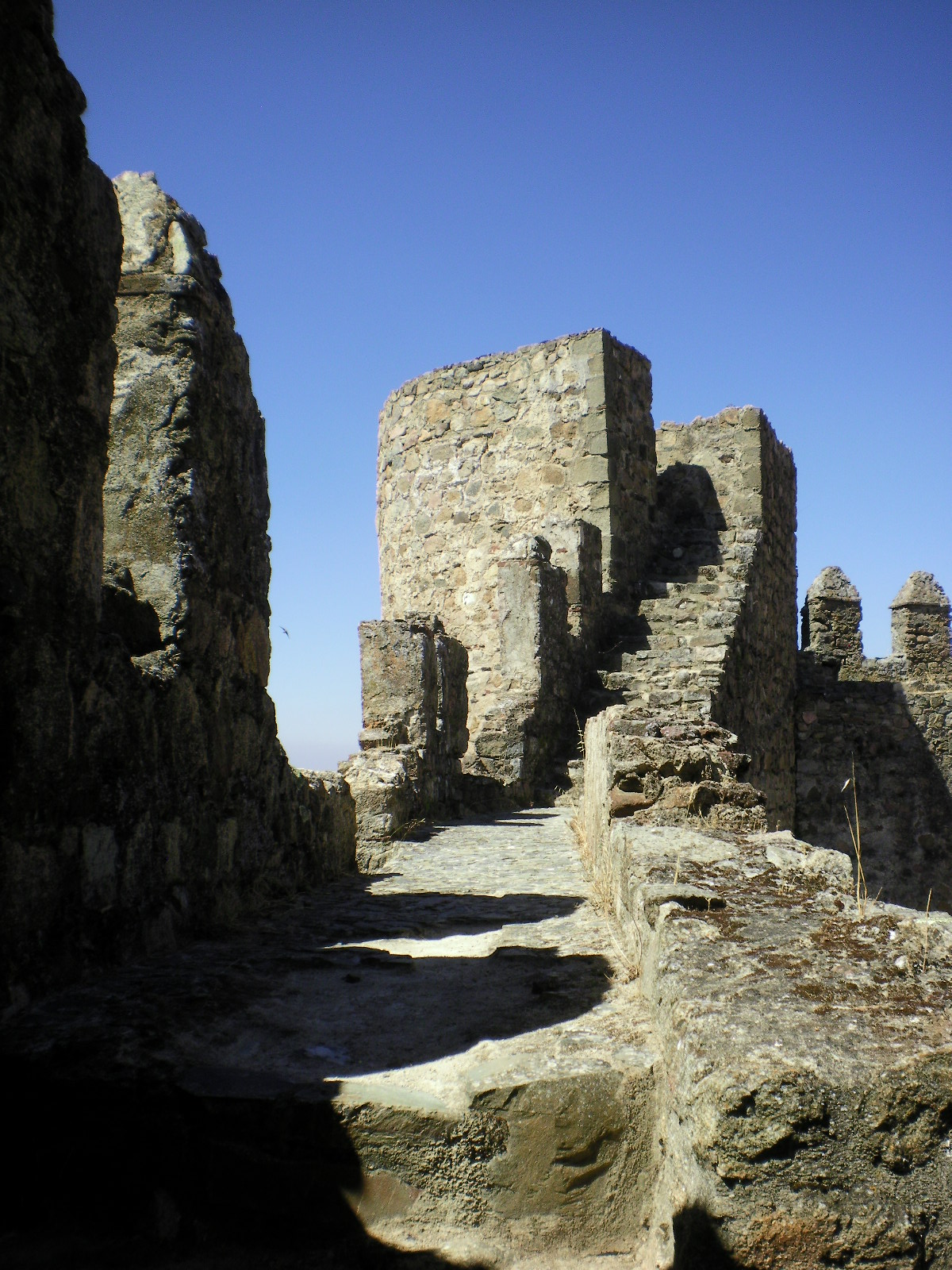
Adarve de murallas del Castillo de Burguillos del Cerro.

De planta cuadrangular, consta de dos torres principales, llamadas Torre Parda y Torre del Homenaje y otras tres torres más pequeñas, dos de ellas circulares y una prismática. La Torre del Homenaje está formada por un cuerpo superior y uno inferior más voluminoso del cual sobresale un matacán. Su interior consta de una gran sala con dos cúpulas y una escalera que accede a la parte superior de la torre. 
Tiene un patio de armas en el interior del cuadrilátero que contaba con diversas habitaciones y un aljibe. Tiene también un foso actualmente cegado y el exterior del castillo estaba rodeado por una muralla casi inexistente. Su entrada es a través de una puerta gótica sobre la que se encuentra el escudo de armas de la familia Zúñiga y, sobre este, un hermoso matacán.

## Reconstrucción
El castillo fue reconstruido en el siglo XIII, XIV y XV.

## Conservación
El estado de conservación es bueno: perviven las torres, el patio de armas y la torre del homenaje.
Debido a las visitas turísticas, se rehabilitó y acondicionó. Está catalogada como protección genérica.